# Reprezentacja Beninu w piłce nożnej mężczyzn
Reprezentacja Beninu w piłce nożnej (do 1975 roku jako Dahomej) to jedna ze słabszych reprezentacji afrykańskich. Dotychczas ani razu nie zdołała zakwalifikować się do Mistrzostw Świata. Dwukrotnie reprezentacja Beninu grała w Pucharze Narodów Afryki, jednak zarówno w 2004 i 2008 zakończyła swój udział już w pierwszej rundzie.
Aktualnie (czerwiec 2024) zajmuje 21. miejsce na kontynencie afrykańskim CAF.

## Udział wMistrzostwach Świata
- 1930–1958 – Nie brał udziału (był kolonią francuską)
- 1962–1970 – Nie brał udziału (jako Dahomej)
- 1974 – Nie zakwalifikował się (jako Dahomej)
- 1978–1982 – Nie brał udziału
- 1986 – Nie zakwalifikował się
- 1990 – Nie brał udziału
- 1994 – Nie zakwalifikował się
- 1998 – Nie brał udziału
- 2002–2022 – Nie zakwalifikował się

## Udział wPucharze Narodów Afryki
- 1957–1959 – Nie brał udziału (był kolonią francuską)
- 1962–1970 – Nie brał udziału (jako Dahomej)
- 1972 – Nie zakwalifikował się (jako Dahomej)
- 1974 – Wycofał się z eliminacji (jako Dahomej)
- 1976 – Wycofał się z eliminacji
- 1978 – Nie brał udziału
- 1980 – Nie zakwalifikował się
- 1982 – Nie brał udziału
- 1984–1986 – Nie zakwalifikował się
- 1988–1990 – Nie brał udziału
- 1992–1994 – Nie zakwalifikował się
- 1996 – Nie brał udziału
- 1998–2002 – Nie zakwalifikował się
- 2004 – Faza grupowa
- 2006 – Nie zakwalifikował się
- 2008 – Faza grupowa
- 2010 – Faza grupowa
- 2012–2017 – Nie zakwalifikował się
- 2019 – Ćwierćfinał
- 2021 – 2023 – Nie zakwalifikował się